# Tygra, foc i gel
Tygra, foc i gel (títol original: Fire and Ice) és una pel·lícula d'animació estatunidenca de fantasia dirigida per Ralph Bakshi en col·laboració amb l'il·lustrador Frank Frazetta, estrenada l'any 1983. Utilitza la tècnica de la rotoscopia. Ha estat doblada al català.

## Argument
Dos regnes enemics s'enfronten : el regne del foc governat pel rei Jarol, i el del gel, sota el poderós i cruel Nekron i  la seva mare Juliana. Amb la finalitat d'estendre encara més el seu territori, aquesta última fa segrestar per un exèrcit de esbirros prehistòrics la filla de Jarol, la bonica princesa Tygra, amb l'objectiu de casar-la amb el  seu fill. Però durant el segrest, Tygra arriba a escapar-se de les mans d'aquests homes-micos. Durant la seva fugida, pel seu camí es creua amb el guerrer Larn, del qual s'enamora. Junts, acompanyats del misteriós home emmascarat Darkwolf, es posaran en marxa amb la finalitat que el bé triomfi sobre les forces del mal.

## Repartiment

### Abans de laRotoscòpia
- Randy Norton : Larn
- Cynthia Leake : Teegra
- Steve Sandor : Darkwolf
- Sean Hannon : Nekron
- Leo Gordon : Jarol
- William Ostrander : Taro
- Eileen O'Neill : Juliana
- Elizabeth Lloyd Shaw : Roleil
- Micky Morton : Otwa
- Tamarah Park : Tutor
- Big Yank : Monga
- Greg Wayne Elam : Pako

## Producció
Entre els dissenyadors contractats per la pel·lícula es troba JamesGurney, pintora de decorats; es va donar a conèixer després pels seus llibres desenvolupant l'univers de Dinotopia. Entre els encarregats d'animació figura Peter Chung (no surt als crèdits), que arriba a ser després director de llargmetratges i de sèries animades.

## Estrena

### Box office
La pel·lícula s'estrena a Alemanya de l'Oest el 25 de març de 1983, i ingressa 879.422 dòlars. Surt als Estats Units el 26 d'agost. Explotat en 89 sales en la seva estrena, ingressa 263.238 dòlars durant el primer cap de setmana, i la seva explotació als Estats Units ingressa en total 760.883 dòlars americans. L'explotació mundial de la pel·lícula arriba  just a cobrir els seus costos, ja que havia costat aproximadament 1.200.000 dòlars. Però la pel·lícula és un desastre econòmic, que impedeix durant algun temps Bakshi dirigir altres llargmetratges d'animació.

## Projecte de remake
El maig de 2010, Robert Rodriguez anuncia haver adquirit els drets de la pel·lícula amb la finalitat de realitzar-ne un remake produït pel seu studio, Troublemaker Studios. La mort de Frazetta el maig de 2010 impedeix l'il·lustrador de prendre part en el projecte. En l'edició 2011 de la Comic-Con, Rodriguez indica haver treballat amb els drets de l'il·lustrador Frank Frazetta amb la finalitat de realitzar una pel·lícula amb preses de vista reals; el començament del rodatge és aleshores previst per començaments de 2012. El novembre de 2014, Robert Rodriguez afirma la seva voluntat de portar a terme aquest projecte.